# شملان (لبنان)
شملان (به عربی: شملان) یک منطقهٔ مسکونی در لبنان است که در شهرستان عالیه واقع شده‌است.